# Mandator
Mandator — трэш-метал-группа из Нидерландов, одна из немногих достаточно известных голландских групп жанра 1980-х.

## История
Создана на основе группы Mysto Dysto путём её переименования в Mandator. При этом к квартету музыкантов из гитаристов Марселя Ведюрмена и Лёйта Де Йонга, вокалиста Петера Мейеринга и барабанщика Клауса ван ден Берга присоединился басист Хетте Боннема. Привлечь к себе внимание новая формация смогла своей первой демозаписью. Четырёхтрековое демо «A.I.D.S.» интенсивно транслировалось на местной радиостанции в популярной программе «Vara's Vuurwerk». Две песни из демо впоследствии вошли в полноформатные альбомы коллектива — титульная композиция была включена в «Perfect Progeny», а «Evil Dead» стала частью «Initial Velocity».
После чего удалось заключить с западно-германской фирмой грамзаписи Disaster Records. Запись дебютного альбома проходила со 2 июня по 15 августа 1987 года в студии «Face Sound Studio», в Нидерландах. Сведение осуществлялось в «Zuckerfabrik Studios», в Штутгарте, близ штаб-квартиры Disaster Records. Продюсером выступил Томми Циглер. Сам диск появился в продаже в марте 1988 года. Общий тираж составил 10 тысяч экземпляров.
В поддержку диска последовало турне по городам Западной Германии. В целом концерты длились около года, после чего группа вернулась в студию для записи второго лонгплея. К этому времени вокалист Петер Мейеринг и ударник Клаус ван ден Берг выразили желание покинуть Mandator. Вакансию за ударной установкой занял Вальтер Тьва, а вокальные партии стал исполнять лидер группы Марсель Ведюрмен, таким образом, формат группы вновь сократился до квартета. Запись «Perfect Progeny» продолжалась с августа по сентябрь 1989 года в Берлине под патронажем того же Томии Циглера. Музыкально звучание коллектива отличалось от дебюта американизацией звучания. Как и дебютную работу музыкальная критика восприняла новый материал вполне благосклонно, тираж составил те же 10 тысяч экземпляров. Тем не менее, несмотря на оптимистические прогнозы и разговоры о большом будущем — в дальнейшем группа пропала из виду и прекратила активную совместную деятельность. Марсель Ведюрмен продолжил карьеру в Altar и Orphanage.

## Последний состав
- Марсель Ведюрмен — гитара, вокал
- Лёйт Де Йонг — гитара
- Хетте Боннема — бас-гитара
- Вальтер Тьва — ударные

## Дискография

### Студийные альбомы
- 1988 — Initial Velocity
- 1989 — Perfect Progeny

### Мини-альбомы, синглы
- 1988 — I Will Be Your Last (promo)

### Демо
- 1986 — A.I.D.S. (An Invisible Disease Strikes)
- 1993 — Strangled

## Комментарии
1. ↑  В Mysto Dysto оба музыканта могли исполнять партии бас-гитары.